# نوگی، توچیگی
نوگی، توچیگی (به لاتین: Nogi, Tochigi) یک منطقهٔ مسکونی در ژاپن است که در استان توچیگی واقع شده است. نوگی ۳۰٫۲۶ کیلومترمربع مساحت و ۲۵٬۳۳۱ نفر جمعیت دارد.